# Vasilij Nikolajevič Ažajev
Vasilij Nikolajevič Ažajev (rusky Василий Николаевич Ажаев, 12. února 1915 – 27. dubna 1968) byl ruský sovětský spisovatel, laureát Stalinovy ceny prvního stupně (1949). Je známý především díky budovatelskému románu Daleko od Moskvy.

## Život
Vasilij Ažajev se narodil ve vesnici Sotskoje v Moskevské gubernii v rodině kožešníka.
Začal publikovat v roce 1934. V roce 1935 byl uvězněn a transportován na Dálný východ, zůstal zde i po propuštění z gulagu. V roce 1937 začal psát povídky. V letech 1939 až 1944 studoval korespondenčně na Literárním institutu Maxima Gorkého v Moskvě. V roce 1948 vydal sbírku povídek Zlato (Золото). Román Daleko od Moskvy (Далеко от Москвы), jeho nejznámější dílo, vyšel poprvé roku 1948, v roce 1950 byl zfilmován a roku 1954 skladatel Dzeržinskij napsal na motivy románu operu. Román se odehrává na Dálném východě v době druhé světové války, popisuje budování ropovodu.
Od roku 1947 byl členem sovětského svazu spisovatelů. Od roku 1954 až do své smrti byl členem předsednictva svazu. Byl šéfredaktorem časopisu Sovětská literatura (Советская литература).
Až v době perestrojky mohl vyjít Ažajevův román Vagon (Вагон), ve kterém na základě osobní zkušenosti vypráví příběh nezákonně odsouzeného mladého politického vězně.
Jeho manželkou byla I. L. Ljubimova-Ažajeva.
Vasilij Ažajev zemřel 27. dubna 1968 v Moskvě. Pohřben je na Novoděvičím hřbitově.